# Стрихи
Стрихи (пол. Strychy) — село в Польщі, у гміні Пшиточна Мендзижецького повіту Любуського воєводства.
Населення — 174 особи (2011).
У 1975-1998 роках село належало до Гожовського воєводства.

## Демографія
Демографічна структура станом на 31 березня 2011 року:
|          | Загалом | Допрацездатний вік | Працездатний вік | Постпрацездатний вік |
| -------- | ------- | ------------------ | ---------------- | -------------------- |
| Чоловіки | 84      | 16                 | 62               | 6                    |
| Жінки    | 90      | 16                 | 52               | 22                   |
| Разом    | 174     | 32                 | 114              | 28                   |